# Liste der Kreisstraßen im Landkreis Haßberge
Die Liste der Kreisstraßen im Landkreis Haßberge ist eine Auflistung der Kreisstraßen im bayerischen Landkreis Haßberge mit deren Verlauf.

## Abkürzungen
- BA: Kreisstraße im Landkreis Bamberg
- CO: Kreisstraße im Landkreis Coburg
- HAS: Kreisstraße im Landkreis Haßberge
- K: Kreisstraße in Thüringen
- NES: Kreisstraße im Landkreis Rhön-Grabfeld
- St: Staatsstraße in Bayern
- SW: Kreisstraße im Landkreis Schweinfurt

## Liste
Nicht vorhandene bzw. nicht nachgewiesene Kreisstraßen werden in Kursivdruck gekennzeichnet, ebenso Straßen und Straßenabschnitte, die unabhängig vom Grund (Herabstufung zu einer Gemeindestraße oder Höherstufung) keine Kreisstraßen mehr sind.
Der Straßenverlauf wird in der Regel von Nord nach Süd und von West nach Ost angegeben.
| Nr. HAS | Verlauf |
| ------- | --- |
| HAS 1   | Ottendorf – St 2447 |
| HAS 2   | Greßhausen – St 2447 |
| HAS 3   | St 2275 in Wonfurt – St 2426 – Horhausen – Dampfach – HAS 28 – St 2275 |
| HAS 4   | (SW 4 im Landkreis Schweinfurt) – Landkreisgrenze – Buch – Obertheres – St 2447 in Theres |
| HAS 5   | St 2281 in Kerbfeld – Humprechtshausen – HAS 61 – Kleinsteinach – Petersmühle – HAS 6 – Mechenried – Uchenhofen – HAS 7 – HAS 9 – HAS 8 – St 2275 in Haßfurt                                                                             |
| HAS 6   | HAS 5 in Petersmühle – Kleinmünster – Mechenried – HAS 5 – HAS 7 – Holzhausen – St 2275 – Hellingen – St 2281 in Königsberg in Bayern |
| HAS 7   | HAS 46 in Großmannsdorf – Ostheim – St 2281 – St 2275 – Rügheim – Mechenried – HAS 6 – Holzhausen – HAS 5 in Uchenhofen |
| HAS 8   | (SW 5 im Landkreis Schweinfurt) – Landkreisgrenze – St 2266 in Kreuzthal – … – Sailershausen – HAS 5 in (Haßfurt) |
| HAS 9   | HAS 5 – Sylbach – St 2275 |
| HAS 10  | St 2447 in Haßfurt – HAS 23 – St 2427 in Weidenmühle |
| HAS 11  | St 2447 in Kleinaugsfeld – Augsfeld |
| HAS 12  | St 2276 in Mariaburghausen – Hainert – Westheim – St 2277 – Eschenau – HAS 29 – Landkreisgrenze – (zur SW 52 im Landkreis Schweinfurt)                                                                                                   |
| HAS 13  | HAS 25 in Lembach – St 2276 in Kirchaich |
| HAS 14  | St 2278 – Straßenhof – Weißenbrunn – St 2281 – Köslau – Dörflis – HAS 20 – Bischofsheim – Zeil am Main (– Abzweig zur St 2427) – HAS 15 – Ziegelanger – St 2447                                                                          |
| HAS 15  | HAS 14 in Zeil am Main – Schmachtenberg |
| HAS 16  | St 2427 in Zeil am Main – St 2447 – Sand am Main – St 2277 in Sand am Main – St 2276 in Zell am Ebersberg |
| HAS 17  | Obersteinbach – Untersteinbach – St 2274 – St 2258 – Landkreisgrenze – (St 2258 im Landkreis Bamberg) – Landkreisgrenze – Koppenwind – St 2274 in Theinheim                                                                              |
| HAS 18  | Neuschleichach – St 2258 in Unterschleichach |
| HAS 19  | HAS 20 in Schönbachsmühle – Schönbach – St 2447 in Steinbach |
| HAS 20  | St 2278 – Kottenbrunn – HAS 14 – Dörflis – Klaubmühle – HAS 58 – Paßmühle – Schönbachsmühle – HAS 19 – St 2274 |
| HAS 21  | (K 503 im Landkreis Hildburghausen, Thüringen) – Landesgrenze – in Ermershausen |
| HAS 22  | St 2274 – Schönbrunn – Rudendorf – St 2281 – Landkreisgrenze – (BA 37 im Landkreis Bamberg) |
| HAS 23  | St 2278 – Prappach – HAS 10 |
| HAS 24  | – Dippach am Main – HAS 33 – Mittelmühle – HAS 25 – Weisbrunn – St 2274 – Trossenfurt – St 2276 – Hummelmarter – HAS 26 – Fürnbach – HAS 32 – Prölsdorf – St 2274 – Falsbrunn – Landkreisgrenze – (BA 23 im Landkreis Bamberg)           |
| HAS 25  | HAS 24 – Neumühle – Lembach – HAS 13 – Landkreisgrenze – (BA 17 im Landkreis Bamberg) |
| HAS 26  | (SW 52 im Landkreis Schweinfurt) – Landkreisgrenze – Fabrikschleichach – St 2258 – HAS 31 – Fatschenbrunn – Markertsgrün – HAS 24 – St 2274 – Dankenfeld – Landkreisgrenze – (BA 17 im Landkreis Bamberg)                                |
| HAS 27  | Wagenhausen – St 2447 in Untertheres |
| HAS 28  | (SW 28 im Landkreis Schweinfurt) – Landkreisgrenze – HAS 3 in Dampfach |
| HAS 29  | St 2275 in Steinsfeld – Unterschwappach – Oberschwappach – St 2277 – HAS 12 in Eschenau |
| HAS 30  | Unterhohenried – St 2275 |
| HAS 31  | St 2258/St 2276 in Unterschleichach – Fatschenbrunn – HAS 26 |
| HAS 32  | HAS 24 – Spielhof – St 2274 |
| HAS 33  | – HAS 24 in Dippach am Main |
| HAS 34  | St 2277 – Wohnau |
| HAS 35  | (SW 4 im Landkreis Schweinfurt) – Landkreisgrenze – Aidhausen – St 2281 – Happertshausen – HAS 36 |
| HAS 36  | (SW 55 im Landkreis Schweinfurt) – Landkreisgrenze – HAS 37 – Happertshausen – HAS 35 – Friesenhausen – Reckertshausen – Hofheim in Unterfranken                                                                                         |
| HAS 37  | Nassach – HAS 36 |
| HAS 38  | (NES 49 im Landkreis Rhön-Grabfeld) – Landkreisgrenze – ohne Ort, ohne Abzweig einer klassifizierten Straße – Landkreisgrenze – (NES 49 im Landkreis Rhön-Grabfeld)                                                                      |
| HAS 39  | (NES 48 im Landkreis Rhön-Grabfeld) – Landkreisgrenze – Neuses – St 2275 in Stöckach |
| HAS 40  | HAS 46 in Hofheim in Unterfranken – HAS 41 – Manau – Erlsdorf – Ueschersdorf – Birkach – HAS 42 – Gemeinfeld – HAS 46 in Burgpreppach |
| HAS 41  | St 2275 – Walchenfeld – HAS 40 in Manau |
| HAS 42  | in Voccawind – Ditterswind – HAS 40 in Birkach |
| HAS 43  | HAS 62 – Landkreisgrenze – (CO 16 im Landkreis Coburg) |
| HAS 44  | (K 502 im Landkreis Hildburghausen, Thüringen) – Landesgrenze – St 2428 – |
| HAS 45  | – Altenstein – |
| HAS 46  | St 2275 in Hofheim in Unterfranken – HAS 40 – Goßmannsdorf – HAS 7 – HAS 49 – Ibind – Burgpreppach – HAS 40 – Leuzendorf in Unterfranken – HAS 50 – Kraisdorf – HAS 48 – St 2279 – Dürrnhof – HAS 47 – Buch – HAS 54 – Gereuth – St 2278 |
| HAS 47  | (CO 9 im Landkreis Coburg) – Landkreisgrenze – Lichtenstein – HAS 46 |
| HAS 48  | HAS 46 in Kraisdorf – Brünn – HAS 49 – HAS 50 – Neuses – Albersdorf – Bambergermühle – HAS 60 – Bramberg – St 2278 |
| HAS 49  | HAS 46 – Hohnhausen – HAS 60 – Bischwind am Raueneck – HAS 50 – Brünn – HAS 48 – Frickendorf – Fischbach – Eyrichshof – St 2278 in Ebern                                                                                                 |
| HAS 50  | HAS 46 in Leuzendorf in Unterfranken – HAS 49 – Bischwind am Raueneck – HAS 48 – Albersdorf – Neuses – Vorbach – St 2278 |
| HAS 51  | St 2278 in Ebern – Heubach – Reutersbrunn |
| HAS 52  | (CO 6 im Landkreis Coburg) – Landkreisgrenze – Memmelsdorf in Unterfranken – HAS 53 – Untermerzbach – Recheldorf – Hemmendorf – HAS 55 – Gleusdorf – Landkreisgrenze – (BA 42 im Landkreis Bamberg)                                      |
| HAS 53  | (CO 6 im Landkreis Coburg) – Landkreisgrenze – HAS 52 in Memmelsdorf in Unterfranken |
| HAS 54  | HAS 46 in Buch – Wüstenwelsberg – Obermerzbach – St 2278 in Untermerzbach |
| HAS 55  | |
| HAS 56  | HAS 55 – Losbergsgereuth – Landkreisgrenze – (BA 41 im Landkreis Bamberg) |
| HAS 57  | in Rentweinsdorf – Treinfeld – Ottneuses – Landkreisgrenze – (BA 40 im Landkreis Bamberg) |
| HAS 58  | St 2281 in Kirchlauter – Neubrunn – HAS 20 |
| HAS 59  | St 2274 in Breitbrunn – Edelbrunn – Lußberg – St 2281 – Kottendorf – St 2274 – Salmsdorf – Landkreisgrenze – (BA 38 im Landkreis Bamberg)                                                                                                |
| HAS 60  | HAS 49 – Bramberg – HAS 48 |
| HAS 61  | (SW 57 im Landkreis Schweinfurt) – Landkreisgrenze – Humprechtshausen – HAS 5 – |
| HAS 62  | (CO 21 im Landkreis Coburg) – Landkreisgrenze – Dürrenried – HAS 43 – St 2428 in Wasmuthhausen |

## Weblink
OpenStreetMap: Landkreis Haßberge – Landkreis Haßberge im OpenStreetMap-Wiki